# Laguna del Mort e Pinete di Eraclea
Laguna del Mort e Pinete di Eraclea este o arie protejată (arie specială de conservare — SAC, sit de importanță comunitară — SCI) din Italia întinsă pe o suprafață de 214 ha, integral pe uscat.

## Localizare
Centrul sitului Laguna del Mort e Pinete di Eraclea este situat la coordonatele 45°32′30″N 12°45′20″E / 45.5416°N 12.755465°E.

## Înființare
Situl Laguna del Mort e Pinete di Eraclea a fost declarat sit de importanță comunitară în septembrie 1995 pentru a proteja 2 specii de plante și 14 specii de animale. Situl a fost protejat și ca arie specială de conservare în iulie 2018.

## Biodiversitate
Situată în ecoregiunea continentală, aria protejată conține 10 habitate naturale: Dune mobile de-a lungul țărmului cu Ammophila arenaria („dune albe”), Dune de coastă cu Juniperus spp., Tufărișuri halofile mediteraneene și termo-atlantice (Sarcocornetea fruticosi), Lagune de coastă, Dune de coastă fixe cu vegetație erbacee („dune gri”), Vegetație anuală la limita mareei, Dune mobile cu vegetație embrionară, Salicornia și alte specii anuale care populează regiunile mlăștinoase și nisipoase, Dune împădurite cu Pinus pinea și/sau Pinus pinaster, Pajiști umede mediteraneene cu ierburi înalte de Molinio-Holoschoenion.
La baza desemnării sitului se află mai multe specii protejate:
- plante (2): Salicornia veneta, Stipa veneta
- păsări (13): pescăruș albastru (Alcedo atthis), bătăuș (Calidris pugnax), caprimulg (Caprimulgus europaeus), chirighiță neagră (Chlidonias niger), erete de stuf (Circus aeruginosus), erete vânăt (Circus cyaneus), erete cenușiu (Circus pygargus), egretă mică (Egretta garzetta), cufundar polar (Gavia arctica), sfrâncioc roșiatic (Lanius collurio), ploier auriu (Pluvialis apricaria), chiră de baltă (Sterna hirundo), chiră mică (Sternula albifrons)
- pești (1): Knipowitschia panizzae

Pe lângă speciile protejate, pe teritoriul sitului au mai fost identificate 5 specii de plante, 1 specie de mamifere, 1 specie de nevertebrate.